# Aveizieux
Aveizieux é uma comuna francesa na região administrativa de Auvérnia-Ródano-Alpes, no departamento de Loire. Estende-se por uma área de 9,02 km². Em 2010 a comuna tinha 1 671 habitantes (densidade: 185,3 hab./km²).